# Bernd Lang
Bernd Lang (* 3. September 1950 in Alsbach) ist ein deutscher Politiker (SPD).

## Ausbildung, Beruf und Familie
Nach dem Abitur 1969 studierte Lang an der Erziehungswissenschaftlichen Hochschule in Koblenz. 1972 legte er das Examen ab und war dann als Lehrer an Hauptschulen in Adenau und Bad Breisig tätig.

## Politik
Lang wurde zum SPD-Fraktionsvorsitzenden im Stadtrat von Bad Breisig sowie im Verbandsgemeinderat der Verbandsgemeinde Bad Breisig gewählt. Nachdem er bereits von 1987 bis 1996 Mitglied des rheinland-pfälzischen Landtags war, war er von 2006 bis 2011 als Nachrücker für Beate Reich erneut Abgeordneter in Mainz.